# 真宁县
真宁县，中国古县名。
唐天宝元年（742年）因获玉真人像二十七，以罗川县改名（《新唐书·地理志》）。治所在今甘肃省正宁县西南罗川。属彭原郡，乾元后属宁州。明朝万历二十九年（1601年）改属庆阳府。清朝乾隆初年，当是避雍正帝讳改为正宁县。 